# Gonomyia usherae
Gonomyia usherae är en tvåvingeart som beskrevs av Alexander 1960. Gonomyia usherae ingår i släktet Gonomyia och familjen småharkrankar.
Artens utbredningsområde är Moçambique. Inga underarter finns listade i Catalogue of Life.